# دير وستمنستر

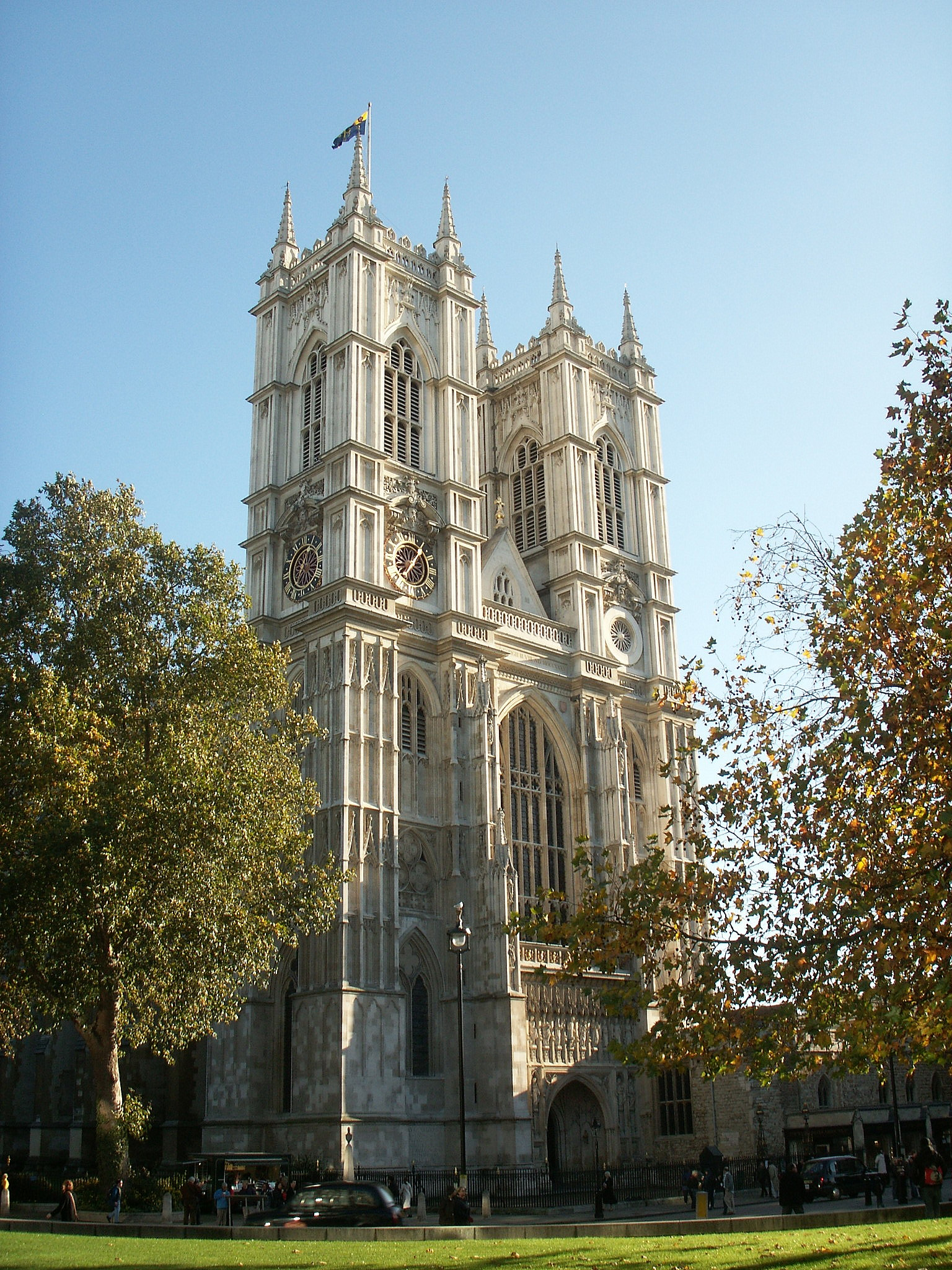
دير وستمنستر

 كنيسة القديس بطرس الكلية في وستمنستر  (بالإنجليزية: Collegiate Church of St Peter at Westminster)‏ المعروف شعبيًا وبشكل غير رسمي باسم  دير وستمنستر  (بالإنجليزية: Westminster Abbey)‏ هو دير كبير في وستمنستر في لندن بني على طراز العمارة القوطية، وهو يقع غرب قصر وستمنستر. كان هذا الدير هو المكان التقليدي لتتويج ملوك إنجلترا، وفيه أيضًا كان يدفن ملوكها. استخدم الدير ككاتدرائية لفترة وجيزة بين عامي 1546م - 1556م.

## معرض

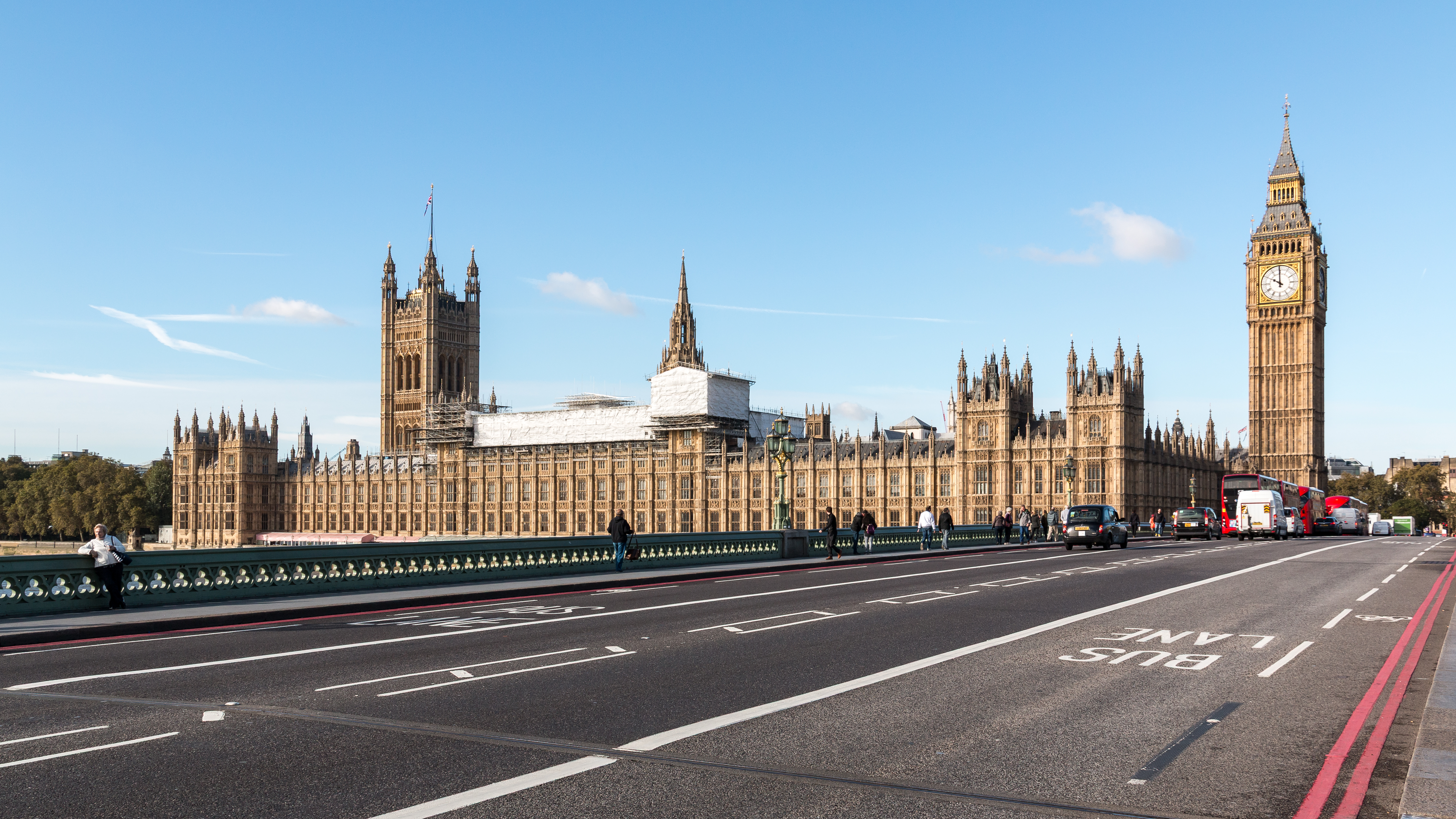
دير ويستمنستر_ لندن 1
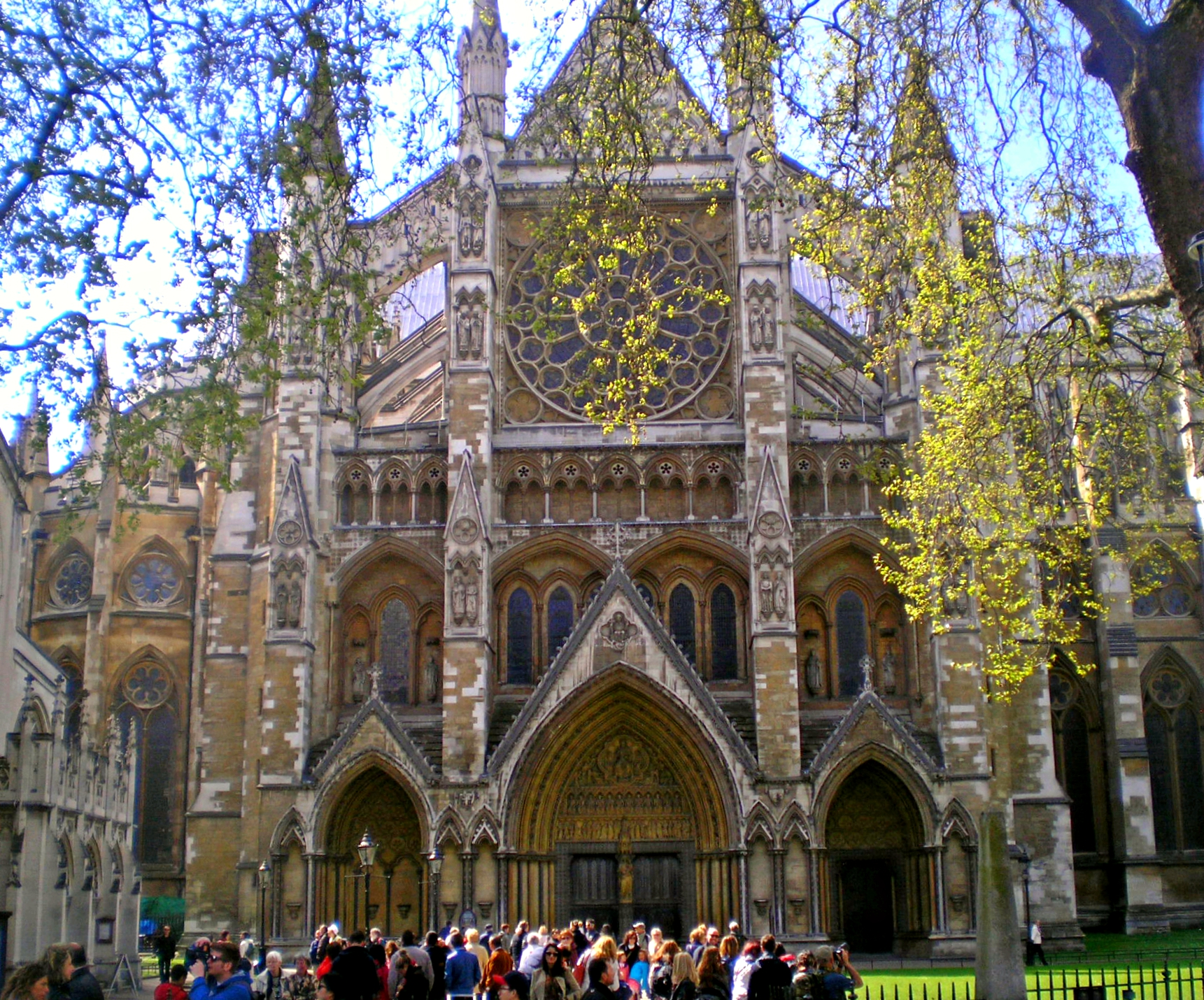
دير ويستمنستر ابي_ لندن
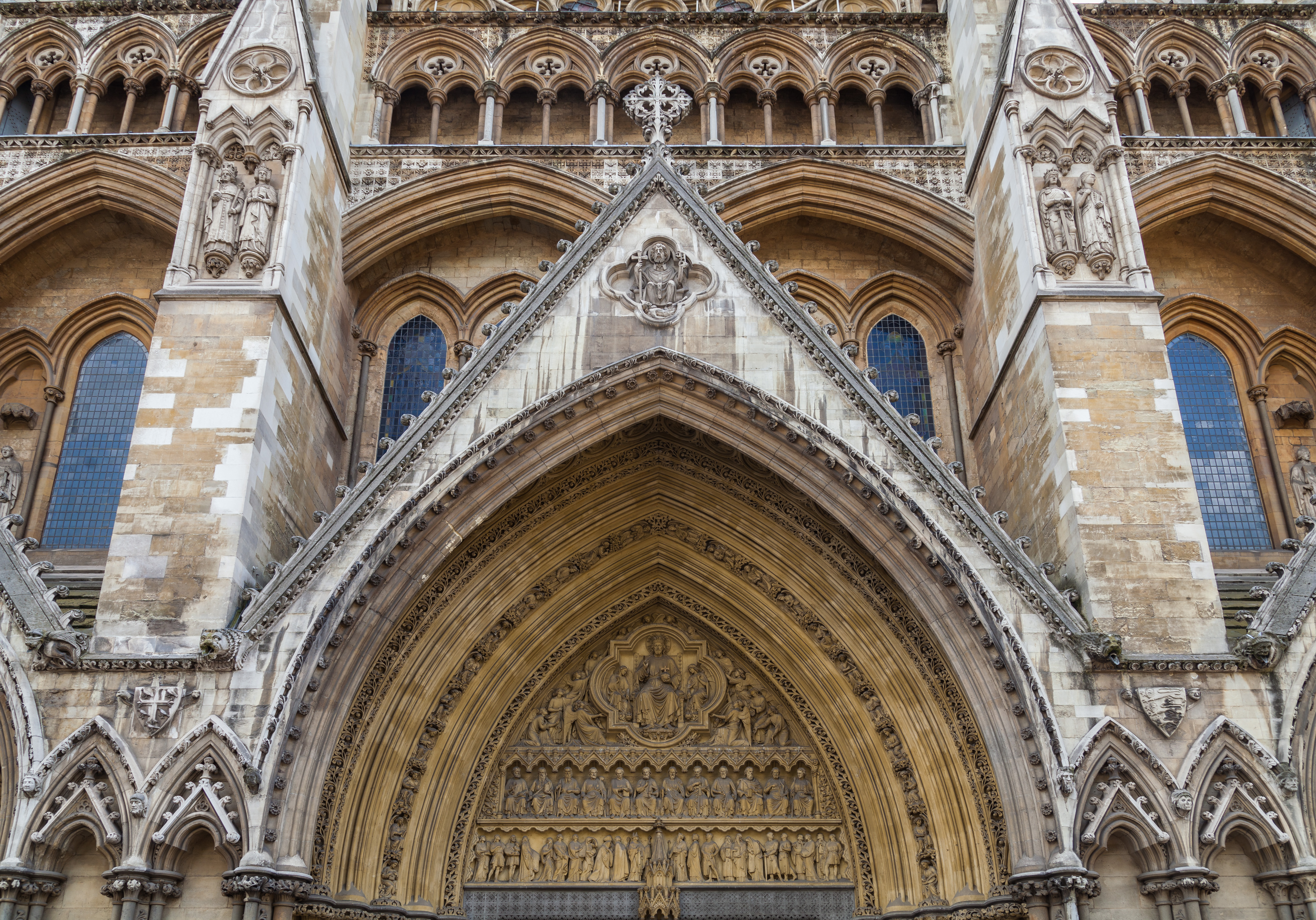
منظر قريب للدير
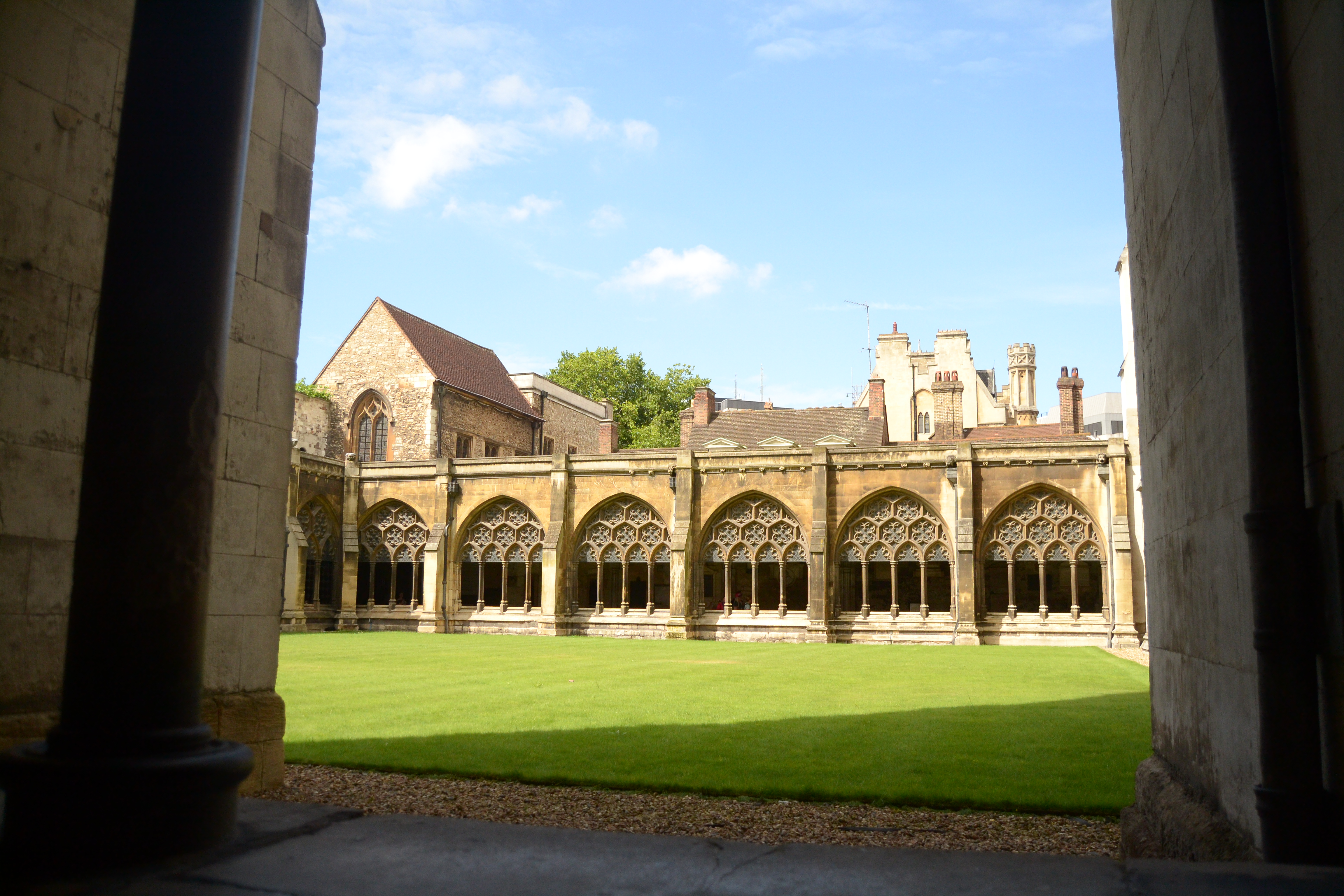
الأديرة العظيمة في وستمنستر أبي
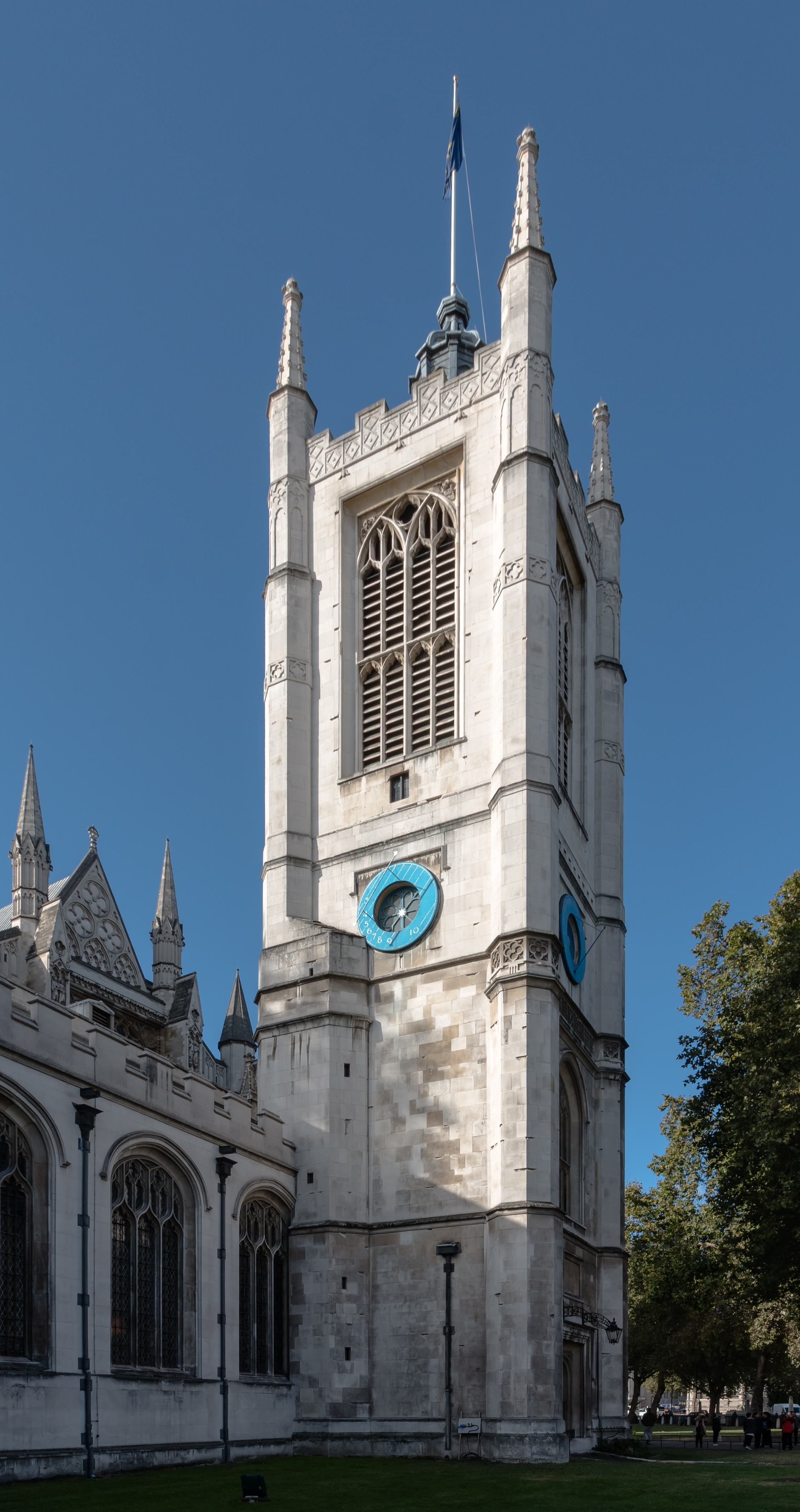
لندن شارع ماركريت
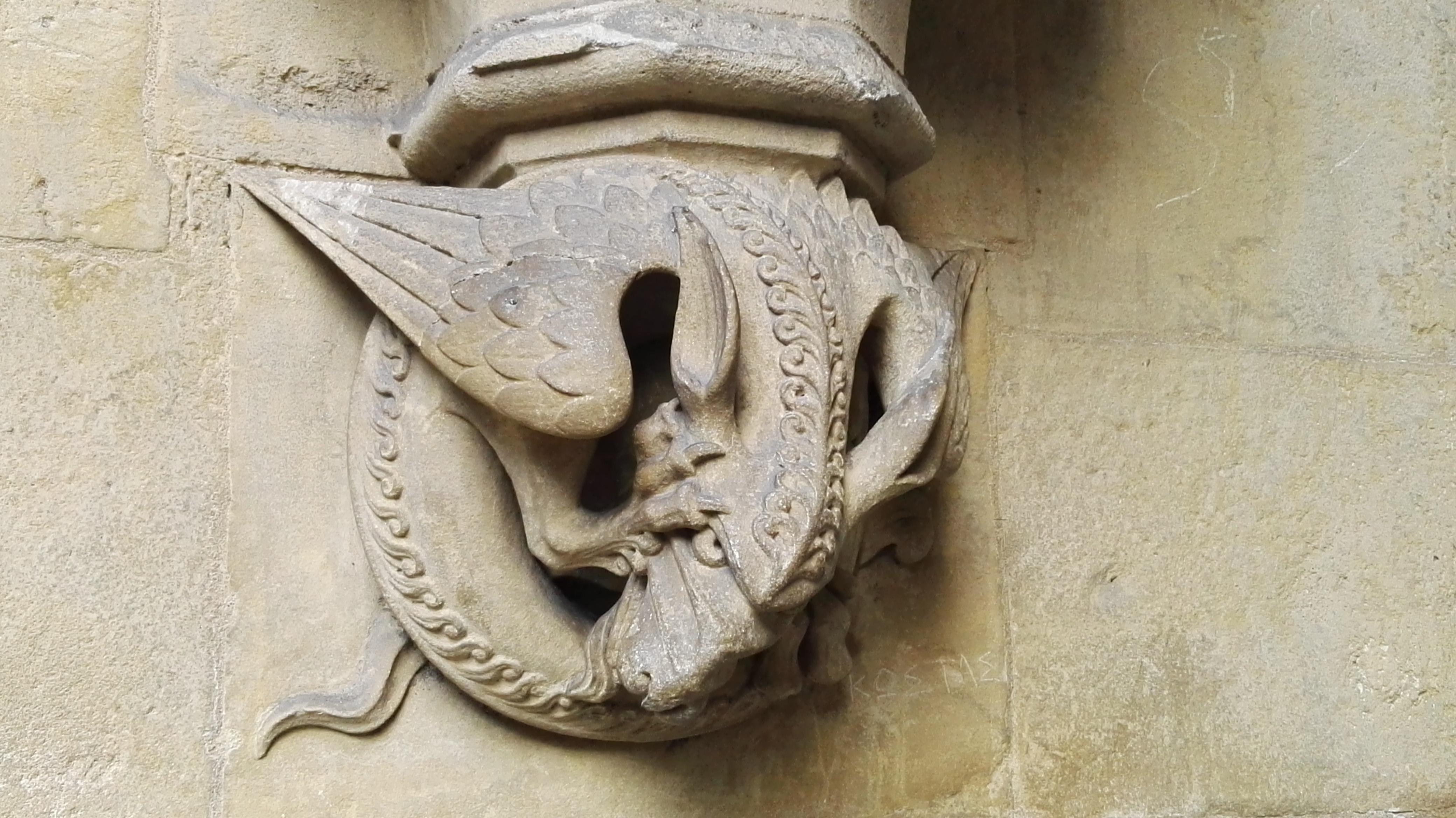
نحت بشكل تنين_ويستمنستر ابي

## أعلام
- إدوارد الخامس
- إليزابيث الأولى ملكة إنجلترا
- تشارلز ديكنز
- إسحاق نيوتن
- تشارلز داروين